# Associação Atlética Enxuta
A Associação Atlética Enxuta foi um clube de futsal brasileiro, da cidade de Caxias do Sul, no estado do Rio Grande do Sul. Suas cores eram preto, vermelho e branco.

## História
A Enxuta foi fundada em 30 de setembro de 1983 como Associação Atlética Triches, levando o nome da empresa que financiava o clube e cujo dono era o empresário Paulo Triches. Em 1986, a Triches conquistou pela primeira vez o Campeonato Gaúcho de Futsal. No mesmo ano, a empresa mudou de nome para Enxuta e, consequentemente, a agremiação também, passando a se chamar Associação Atlética Enxuta.
Em 1989, conquistou a Taça Brasil de Futsal, sendo o primeiro título nacional obtido por uma equipe gaúcha.
A Enxuta ainda se sagraria campeã da Taça Brasil em 1995 e 1996, além dos Estaduais de 1987, 1988, 1993, 1994 e 1995. Em 1996, a Enxuta encerrou suas atividades.

## Títulos

### Títulos oficiais
| NACIONAIS         | NACIONAIS                      | NACIONAIS | NACIONAIS                           |
|                   | Competição                     | Títulos   | Temporadas                          |
| ----------------- | ------------------------------ | --------- | ----------------------------------- |
|                   | Taça Brasil de Futsal          | 3         | 1989, 1995 e 1996                   |
| ESTADUAIS         |                                |           |                                     |
|                   | Competição                     | Títulos   | Temporadas                          |
| Rio Grande do Sul | Campeonato Gaúcho – Série Ouro | 6         | 1986, 1987, 1988, 1993, 1994 e 1995 |